# 인공 의식
인공의식(人工意識, 영어: artificial consciousness, AC, machine consciousness, MC, synthetic consciousness, digital consciousness)은 인공지능과 지능형 로봇에 관련된 연구 영역이며, 기술로 만들어진 인공물에 의식을 갖게 하는 것을 목적으로 한다.
인공적으로 지각을 가진 '존재'를 만드는 이야기는 옛날부터 신화 등 여러 가지 형태가 존재했다. 골렘, 그리스의 프로메테우스 신화, 크레티앵 드 트루아의 기계인간, 메리 셸리의 소설 《프랑켄슈타인》 등을 예로서 들 수 있다. 사이언스 픽션에선 인공적으로 의식을 가진 존재로서 로봇이나 인공지능이 그려져 왔다. 인공의식은 철학적으로도 흥미로운 문제이다. 유전학, 뇌과학, 정보처리 등의 연구가 진행됨에 따라 의식을 가진 인공적 존재를 만들어낼 가능성이 제기 되었다.
생물학적으로는 인간의 뇌에 필요한 유전 정보를 가지는 인공적인 게놈을 적당한 숙주의 세포에 짜넣는 것으로 인공적으로 생명을 만드는 것도 가능할지도 모른다고 생각되며, 그러한 인공생명체는 의식을 가질 가능성이 높다. 그렇지만 그 생명체 안의 어떤 속성이 의식을 낳는 것일까? 비슷한 것을 비생물학적인 부품에서 만들 수 없는 것인지? 컴퓨터를 설계하기 위한 기술로 그러한 의식체를 낳을 수 없을까? 그러한 행위는 윤리적으로 문제 없을까?와 같은 여러 문제를 안고 있다.
뇌과학에서는 뇌가 있는 부분의 상호작용에 의해서 의식이 태어난다고 가정한다. 이러한 의식을 낳는데 충분한 최소한의 뇌활동을 '의식에 상관한 뇌활동(Neural correlate of consciousness, NCC)'이라고 부른다. 뇌는 호문쿨루스 오류로 불리는 문제에도 빠지지 않으며 다음 문단에서 해설하는 문제도 극복한다. 인공의식의 연구자들은 이(아직 완전하게는 해명되지 않았다) 상호작용을 컴퓨터에 의해서 에뮬레이트 가능하다고 믿는다.
거울 검사를 통과한 동물은 자의식이 있는 것으로 간주하는데, 이를 봐도 인간보다 지능이 낮아도 의식을 가지는 것이 가능함을 알 수 있다.

## 의식의 성질
소박실재론이나 직접적 실재론에 의하면, 뇌가 실행하는 처리에 의해서 인간은 직접 의식을 가진다고 여겨진다. 간접적 실재론이나 이원론에 의하면, 뇌에는 처리를 통해 얻은 데이터는 존재하지만, 인간의 의식은 물리적인 사물 위에 투영된 정신 모델이나 정신 상태라고 한다(르네 데카르트의 이원론 등). 의식에 관한 이러한 접근의 어느 쪽이 올바른가에 대해서는 항상 논란이 있다.
직접 지각이라는 생각은 의식 체험이 외계에 직접적으로 의존하는 것을 설명하는 새로운 물리 이론을 필요로 할지도 모른다. 그러나, 지각이 뇌 속의 세계 모델을 통한 간접적인 것이라면, 어떻게 모델이 경험이 되는지를 설명해야 한다.
지각이 직접적이라면, 자기인식을 설명하는 것이 어려워진다. 왜냐하면 직접 지각이라는 생각이 등장한 배경에는 내부 처리가 무한하게 재귀하는 라일의 회귀(Ryle's regress)에 빠지는 것을 피하기 위한 목적이 있었기 때문이다. 로봇의 자기 인식은 메이지 대학의 무야 쥰이치 교수htm가 연구하고 있으며, 거울에 비친 자기 자신과 다른 로봇을 구별할 수 있는 로봇이 개발됐다arnumber=1554325. 직접 지각의 입장에서는 꿈이나 상상이나 멘탈 이미지 등의 정신 생활에 인간이 실제로는 눈치채지 못한다고 주장한다(이것들은 재귀와 관련되기 때문에).
자기 인식은 간접 지각의 입장에서는 그만큼 문제가 되지 않는다. 왜냐하면 그 정의상, 인간은 자신 상태를 인식하고 있기 때문이다. 그러나, 상술한 것처럼, 간접 지각의 입장에서는 라일의 회귀를 막고 있는 현상을 설명해야 한다. 인간이 간접적으로 지각한다면, 자기 인식은 이마누엘 칸트, 윌리엄 제임스, 데카르트가 설명하는 시간 경험의 확장의 결과로서 생길지도 모른다. 시간 경험의 확장은 현재의 물리학의 인식과는 일치하지 않는다고 말할 수 있을 것이다.

## 정보처리와 의식
정보처리란 상태의 부호화다. 컴퓨터 프로그램이라 불리는 명령줄에 의해서 나타난 일련의 변환을 부호화된 상태에 실시한다. 이 부호화된 상태는 전자의 흐름에 의해서 표현되지만, 원칙적으로 매체는 뭐든지 상관없다. 명령이 탑재된 머신도 전자식일 필요는 없고, 기계식에서도 유체를 사용해도 괜찮다.
디지털 컴퓨터는 정보처리를 탑재한 것이다. 초기에는 기기들이 의식을 가지는 날이 올지도 모른다는 가능성을 시사했다. 가장 조기에 그것을 진지하게 논한 인물로서 앨런 튜링이 있다.
기술자가 의식을 가지는 실체를 만들어낼 때 디지털 컴퓨터 방식만을 사용한다면, 강한 AI의 철학과 관련된 문제가 생긴다. 가장 중요한 문제는 존 설의 중국어 방이라는 사고실험이다. 그것은 정보처리 장치의 내용은 진정한 의미를 이해할 필요가 없다는 것을 나타낸 것이다. 그것은 단지 전자의 한 무리에 지나지 않는다.
설의 주장은 직접 지각 주의자들을 납득시키지 못한다. 그들은 '의미'가 지각하는 객체에 의해서만 찾아낼 수 있는 것이라고 한다. 또, 창발의 개념도 설의 주장에 대한 반론이 되었다. 창발주의는 처리계의 복잡함이 새로운 물리적 현상을 낳는 것을 제창한다.
인공지능 연구에서는 '디지털 직관(digital sentience)'이라는 잘못된 용어가 자주 사용된다. '직관'이란, 내적 사고 없이 지각하는 능력을 의미한다. 그것은 의식 체험이 프로세스가 아닌 상태인 것을 시사한다.
머신이 임의의 환경에서 의식을 가질 수 있는가 하는 논의는 일반적으로 물리주의와 이원론의 대립으로 그려진다. 이원론자는 '의식에는 물리적이 아닌 무엇인가가 관련되었다'고 믿는 한편, 물리주의자는 '모두는 물리적으로 설명할 수 있다'고 말한다.

## 디지털 컴퓨터의 의식
머신이 인공적으로 의식을 가지기 때문에 필수라고 생각되는 의식의 여러 가지 면이 존재한다. 베르나르트 바르스(Bernard Baars)는 의식이 역할을 완수하는 여러 가지 기능을 제안했다. 인공의식의 목적은 그것을 포함한 의식의 각 상을 디지털 컴퓨터와 같은 인공물로 합성하는 것이다. 그 리스트는 완전하지 않고, 커버되어 있지 않은 면도 많이 있다.
직관과 의식을 판정하는 일반적인 기준은 자기인식이다. "conscious(의식이 있다)'의 사전의 정의를 보면 '자신이 처한 환경, 자신의 존재, 감각, 사고를 자각한다"라고 되어 있다(dictionary.com). 1913년판의 웹스터에서는 conscious를 "내부의 의식 체험, 또는 외부에서의 관측에 의해서 지식을 가진다; 인식이 있다; 눈치채고 있다; 분별이 있다"라고 정의한다. 자기 인식은 매우 중요하지만, 그것은 주관적으로 검증하기 어렵다고 말할 수 있을지도 모른다.
이고르 알렉산데르(Igor Aleksander)는 인공의식의 중요한 능력으로서 미래의 사상을 예측하는 것을 들었다. 그의Artificial Neuroconsciousness: An Update로 '예측은 의식의 중요한 기능 중 하나이다. 예측을 할 수 없는 유기체는 의식에 심각한 장해를 입었을 것이다'고 말했다. 창발주의자 다니엘 데넷트는 '해명되는 의식'으로 예측에 관련된 '다원적 초고'모델을 제안했다. 그것은 현재의 환경에 가장 적합한 '초고'를 평가·선택한다는 생각이다.
또 하나 필요하게 되는 면으로서 '자각 (Awareness)'가 있다. 그러나, '자각'에 대해서도 정의상의 문제가 있다. 이 문제를 설명하기 위해, 철학자 데이비드 챠마즈는 범심론자의 주장에 의하면 온도조절기도 의식이 있다고 역설적으로 논했다(Chalmers 1996, pp283-299). 온도조절기는 '너무 더운', '너무 추운', '정확히 좋은 온도'라는 상태를 가진다. 원숭이의 신경계를 스캔한 실험에 의하면, 상태나 객체가 아니라 프로세스가 신경을 활성화시키는 것이 나타났다. 그러한 반응은 오감을 통해서 얻을 수 있던 정보에 근거하는 프로세스의 모델로 설명되어야 한다. 그러한 모델의 작성에는 다대한 유연성을 필요로 하지만, 예측을 실시하는데 유익하기도 하다.
의식을 가진 머신은 개성을 가진다고 생각된다. 행동주의 심리학에선, 개성은 다른 사람과의 관계에 대해 뇌가 낳은 착각이라는 약간 일반적인 이론이 있다. 즉, 다른 사람과 관계를 가지지 않는 인간(및 다른 동물)은 개성을 가질 필요는 없고, 인간의 개성은 진화할 것은 없을 것이라는 설이다. 인공의식을 가지는 머신은 인간의 옵저버와 의미가 있는 대화를 하는 능력을 가지는 것으로 하는 한, 개성을 필연적으로 가진다고 생각할 수 있다. 그러나, 컴퓨터 과학자 등이 지적하는 대로, 기계의 개성을 측정하는 튜링 테스트는 범용적으로 사용할 수 있는 방법은 아니다.
학습도 인공의식이 갖추어야 할 능력이다. 서식스 대학교의 론 크리슬리(Ron Chrisley)가 정리한 "Engineering consciousness"에 따르면, 의식은 자기 투과성, 학습, 계획, 이질 현상학, 신호의 구별, 행동 선택, 주의, 타이밍 관리로 구성된다. 다니엘 데넷트는 "Consciousness in Human and Robot Minds" 중에서 '미성숙인 로봇이 의식을 가지도록 기르는 것이 사전에 모든 준비를 정돈하는 것보다 간단할 것이다'라고 말한다. 그는 로봇의 의식에 대해 "사이즈는 어른이어도, 최초부터 성숙하지는 않을 것이다. 그것은 인공적인 유아기를 거치도록 설계되어 그 사이, 현실 세계가 혼잡한 환경에서 얻을 경험에서 배울 필요가 있을 것이다"라고 했다. 그리고 인간과 자연 언어로 대화할 수 있는 에이전트는 온 세상의 지식 중 수 백 억의 항목은 너무 많다고 해도 수 백 만의 독립인 항목에 액세스할 수 없으면 안 되는 것은 틀림없다. 달라스의 더글라스 레나토 인솔하는 Cyc 프로젝트가 수행하고 있는 인간의 프로그래머에 의한 코드화가 그 손단일지도 모르고, 인공 에이전트가 실세계와 실제로 교환해 지식을 획득하는 새로운 방법이 발견될지도 모른다'라고 말했다. 학습에 관한 흥미로운 논문으로서 Axel Cleeremans(University of Brussels)와 Luis Jimenez(University of Santiago)의"Implicit learning and consciousness"  보관됨 2012-09-07 - 웨이백 머신가 있다. 그곳에서는 학습을 '계통 발생적으로 발전한 적응 프로세스의 집합이며, 경험에 대한 감도에 강하게 의존하고, 복잡하고 예측 불능인 환경에서 에이전트가 행동을 유연하게 제어하는 것을 가능하게 하는 것'이라고 정의한다.
'기대 (Anticipation)'는 머신에 의식이 있도록 보이게 하는데 사용되는 특징이다. 인공의식을 가진 머신은 기대되는 사상에 대해서 대응할 준비가 되어 있지 않으면 안 된다. 이것이 나타내 보이는 것은 머신이 실시간성을 갖추지 않으면 안 된다는 것이며, 거기에 따라 머신이 현재 의식을 가지는 것을 증명할 수 있다. 그러기 위해서는 머신을 검증하려면 현실 세계를 시뮬레이션하기 위해서 예측 불능인 환경 속에서 동작시켜야 한다.
존 매카시는 "인공지능 프로그램이 범용성이 부족해서 괴로워하는 것은 1971년 시점은커녕, 1958년 시점에서도 분명했다"라고 말했다. '범용성 (Generality)'은 인공지능 뿐만이 아니라 오히려 인공의식의 중요한 특징이라고 말할 수 있다.

## 학설
인공의식의 지당함과 능력, 인공의식이 진정한 의식을 가질 가능성에 대한 몇 가지 정설이 있다. 자동 온도조절장치에 의식이 있다는 사람도, 자동 온도조절장치가 음악을 이해할 수 있다고는 생각하지 않는다id=ns99994845. 챠마즈는 인터뷰 중에서, 자동 온도조절장치가 매우 사색적인 의식을 가진다고 했지만, 그 자신은 열성적인 범심론자는 아니다(Chalmers (1996) whiter panpsychism의 298 페이지 참조). 그러한 해석은 의도적으로 부정확한 정의를 줄 가능성이 있지만, 임의의 의미가 있는 지성을 정의하려면 한정적인 경향이 있다.
인공의식은 '강한 AI'와 같이 천재적일 필요는 없다. 그것은 과학적 방법과 같이 객관적일 필요가 있으며, 기존의 의식의 능력을 실현할 수 없으면 안 된다. 다만, 토마스 네겔이 객관적으로 관측할 수 없다고 한 주관적 경험은 제외된다.
허무주의적 관점
무언가에 의식이 있을 지를 검증하는 것은 불가능하다. 온도계가 음악을 이해할 수 있을까 묻는 것은 인간에게 5차원에서 사고할 수 있을지 묻는 것과 같은 것이다. 인간이 5차원에서 사고할 필요는 없고, 온도계가 음악을 이해할 필요도 없다. 의식이란, 스스로 선택하는 것처럼 보이는 것의 속성을 나타내는 단순한 용어이며, 아마 우리의 정신이 내포하려면 너무 복잡한 것이다. 의식이 있는 것처럼 보이는 것도 있지만, 그것은 단지 우리의 정신이 그렇게 믿게 하려는지, 우리의 그러한 것으로의 감정의 영향이다. 의식은 착각이다.
그 외의 관점
다른 관점의 일례로서 인간은 자신의 존재, 나아가서는 자신의 의식도 부정할 수 있다. 르네 데카르트의 '코기토 에르고 숨'을 열심히 논하는 기계가 있었다고 하면, 그것은 인공의식의 존재의 증거의 하나가 될 것이다. 그러나 기계가 그것을 기호적으로 논한다면, 너무 인간적이다. 그 주장의 본래의 의미는 의식체험이 존재한다고 하는 것이며, 그것을 부정하는 일도 일종의 의식체험이기 때문에, 우리는 그것을 부정할 수 없는 것이다. 의식을 가지는 머신은 머신이기 때문에 의식을 가지지 않는다고 주장할 수도 있다. 정확히 기호적 주장과 체험의 차이를 오해한 인간과 같이. 의식은 반드시 무류의 논리적 능력을 의미하지 않는다. 의식의 완전성, 의식의 정도, 그 외의 관련하는 일에 대해서는 논의가 계속되며 향후도 계속될 것이다. 어느 실체의 의식이 다른 의식보다 뒤떨어진다고 해도, 어느 쪽의 의식의 완전성도 해치게 해서는 안 된다.
오늘의 컴퓨터는 일반적으로 의식을 가지지 않는다고 생각된다. UNIX계의 시스템으로 codewc - w/code 커멘드를 실행하면, 텍스트 파일내의 단어 수를 세어 보고한다. 그러나, 그것은 의식의 존재를 나타내는 증거도 아무것도 아니다. 그러나, codetop/code 커멘드를 실행하면, 컴퓨터는 실시간에 계속적으로 태스크의 실행 상황이나 CPU 사용률등을 보고한다. 이것은 일종의 한정된 자기인식의 증거이며, 의식이 자기인식에 근거하는 행동으로 나타난다고 정의된다면, codetop/code 커멘드는 의식의 존재를 나타낸다고 말할 수 없는 것도 아니다.

### 학문 분야로서의 인공의식
인공의식의 연구에는 인공의식 시스템을 구축하는 것으로, 대응하는 자연의 메커니즘을 이해한다는 측면도 있다.
'인공의식'이라는 용어를 사용하는 과학자는 이고르 알렉산데르(임페리얼 칼리지 런던)가 있다. 그의 저서Impossible Minds 중에서, 인공의식을 창조하기 위한 원리는 이미 존재하지만, 그 머신에 언어를 이해시키려면 40년이 걸린다고 말한다. 여기서 말하는 언어 이해란 반드시 인간의 자연 언어를 의미하지 않는다. 200개 정도의 단어를 이해한다고 말하기도 하지만, 만인이 납득한 증거는 없다.
그 점에서, '디지털 직관(Digital Sentience)'은 막연히 대체적 목표로 여겨졌지만, 별로 이해가 진행되지 않았다. 1950년대 이래, 계산기 과학자, 수학자, 철학자, SF작가가 디지털 직관의 의미나 가능성을 논의해 왔다.
그렇게 말한 의미에서는 인간의 직관을 모델로 한 아날로그의 홀로그램적 직관이 가능성이 높다.

## 실용적 접근
철학의 범위에 그치지 않는 인공의식 연구도 있다. 실제로 인공의식을 가진 머신을 개발하려고 진지하게 임하는 사람도 있다. 이하에 2개의 예를 든다. 그 밖에도 같은 연구는 이뤄지고 있고, 향후에도 증가할 것이다.

### 프랭클린의 지적분산대리인
스탠 프랭클린(1995년, 2003년)은 자율대리인을 베르나르트 바르스의 글로벌 직장 이론(Global Workspace Theory, 1988년, 1997년)에 정의된 의식의 기능의 일부를 갖추었을 경우에 기능적 의식을 가지고 있다고 정의했다. 그가 만든 IDA(Intelligent Distributed Agent)는 GWT의 소프트웨어에 탑재되었으며, 그 정의에 따라 기능적 의식을 갖추고 있다. IDA는 미국 해군에서 항해에서 돌아온 선원에 대해서, 각자의 스킬과 기호, 해군 측의 요구를 고려해 새로운 일을 할당하는 작업을 실시한다. IDA는 해군의 대략의 방침에 따른 다음 해군의 데이터베이스와 대화하면서, 선원들과도 자연 언어의 전자 메일을 사용해 통신한다. IDA의 계산 모델은 프랭클린 등이 1996년부터 2001년에 멤피스 대학에서 개발했다. 이것은 약 25만 행의 자바 코드로 구성되어 2001년 즈음의 사치품·워크스테이션의 자원을 거의 완전하게 소비한다. 그것은 '코드렛(codelet)'에 강하게 의존하고 있다. 코드렛은 목적에 특화되고 비교적 독립적인 미니 에이전트이며, 스레드로서 동작하는 작은 코드로서 탑재되는 경우가 많다. IDA의 톱 다운형 아키텍처에서는 고레벨인 인지기능이 명확하게 모델화된다. 자세한 것은 프랭클린(1995년, 2003년)을 참조하기 바란다. IDA는 정의에 따라 기능적 의식을 가진다고 여겨지지만, 프랭클린은 그것이 인간과 같은 행동을 많이 보인다고 해도, 이른바 일반적인 현상으로서의 의식은 아니라고 말한다. 미국 해군의 사람들은 IDA와의 교환에서 '그렇다'고 수긍하는 것이 몇 번이나 목격되었지만, 그것은 단지 IDA가 그 작업을 실행한 결과에 지나지 않는다.

### 하이코넨의인지건축
펜티 하이코넨(Pentti Haikonen, 2003년)은 인공의식을 달성하려면 기존의 룰 베이스의 처리 방식으로는 불충분하다고 생각한다. "뇌는 컴퓨터와는 완전히 다르다. 사고는 프로그램된 명령줄의 실행이 아니다. 뇌는 수치 연산 장치도 아니다. 우리는 숫자로 생각하지 않는다"라고 하이코넨은 말한다. 정신이나 의식을 실현하기 위해 근저에 있는 계산 규칙을 특정해 탑재하는 것이 아니라, 하이코넨는 '인지/내부 이미지/내 말/고통/기쁨/감정의 프로세스나 그러한 배후에 있는 인지기능을 재현하는 특수한 인지건축'을 제안했다. '이 바텀 업형 아키텍처는 알고리즘이나 컴퓨터 프로그램을 사용하지 않고 인공신경이라 불리는 기본 처리 장치를 다수 사용해 높은 수준의 기능을 낳는다. '하이코넨은 여기에 충분한 복잡성을 갖게 하면, 이 아키텍처가 의식을 발생시킨다고 믿는다. 그는 그것을 '분산 신호 표현, 지각 프로세스, 혼합 양상, 소급력 등을 특징으로 한 조작의 스타일과 방법'이라고 한다. 하이코넨과 같은 의식의 견해 (신경을 기본으로 한 아키텍처를 자율대리인에게 도입하는 것을 통해 창발적으로 인공의식을 낳으려는 입장)은 고립된 것은 아니다. 그 밖에도 프리먼 (Freeman, 1999년), 코테릴(Cotterill, 2003년)의 예가 있다. 하이코넨(2004년)은 이 아키텍처를 별로 복잡하지 않게 탑재하는 제안하고 있어 인공의식에는 이르지 않기는 하지만, 감정이라고 볼 수 있는 상태를 나타낸다고 한다.

## 검증
인공의식은 형식적으로 증명 가능하다 해도 탑재된 것이 의식을 가지고 있을 지에 대한 판정은 관측에 의지하게 된다.
튜링 테스트는 머신과 인간이 대화하는 것으로 그 머신의 지능을 측정하는 것을 제안한 것이다. 튜링 테스트에서는 대화의 상대가 머신인가 인간인가를 추측한다. 인공의식체가 관측자의 상상을 넘어 의미가 있는 관계를 쌓아 올렸을 때에 처음으로 그러한 테스트에 합격했다고 말할 수 있다.
고양이나 개는 이 테스트에 합격할 수 없다. 의식은 인간만이 가지는 속성은 아닐 것이다. 그러나, 인공의식을 가진 머신도 이 테스트에 합격할 수 없을 가능성은 높다.
전술한 것처럼, 중국어 방은 튜링 테스트에 합격하는 머신이 의식을 가질 필요가 없는 것을 나타내 보이는 것을 통해서 그 타당성에 의문을 나타냈다.
의식에 의한 것으로 여겨지는 인간의 행동은 매우 폭넓기 때문에, 머신에 의식이 있을지를 판정하는 모든 기준을 정하는 것은 곤란하다.
실은 간접지각주의자에 따르면, 의식의 유무를 검증하는 행동에 관한 테스트는 있을 수 없다. 왜냐하면 의식체는 꿈 등의 정신 활동을 하기 때문이다. 그 점은 의식 체험의 주관적 성질을 강조하는 사람들이 주장한다. 예를 들면, 토마스 네겔은 논문 What is it like to be a bat? 으로, 주관적 체험은 객관적으로 관측할 수 없기 때문에 환원되는 것이 없고, 물리주의에도 반하지 않는다고 한다.
객관적 기준이 머신의 의식을 테스트하는 전제 조건으로서 제안되고 있지만, 특정의 테스트에 불합격이었다고 해도 의식이 없는 것을 증명할 수 없다. 최종적으로, 의식에 대한 일반적 이해가 적용 가능하면, 머신이 의식이 있을지를 판정할 수 있을 것이다.
인공의식의 다른 검증 방법으로서 환경을 인공적으로 구축해 일부의 자극 이외에 발생하지 않게 하고, 머신을 그 환경에 두었을 때의 학습 능력을 증명한다는 방법도 제안된다. 인간이 무언가에 주목하는 메커니즘은 아직 과학적으로 완전하게 해명되어 있지 않다. 이 지식의 결여가 인공의식의 기술자에 의해서 이용되었다. 즉, '주목'의 메커니즘을 모르기 때문에, 머신에 관해서도 그것을 측정하는 방법이 특정되어 있지 않은 것이다. 인간의 무의식은 완전하게 주의력이 없는 상태이며, 전술한 테스트에서는 인공의식이 주목한 점을 나타내는 출력 기능을 가질 필요가 있다. 안토니오 첼라(Antonio Chella, 팔레르모 대학)는 다음과 같이 말한다abs=315. '개념과 언어의 사이의 매핑은 개념 구조의 언어적 상징에 의한 번역이다. 적절한 내부 상태를 가지는 뉴럴 네트워크(neural network)를 탑재한 주목의 메커니즘에 의해서 된다. 개념적 표현을 적절히 주사하는 순서대로 목표 주목 메커니즘을 가정했을 때, 사전의 지식에 근거해 생성된 가설에 따르면, 그 자리에서 발생하는 흥미로운 사상을 예측해 검출할 수 있다. 그러므로, 입력되는 정보에서 그러한 메커니즘이 기대를 만들며, 가설이 실증되는(경우에 따라서는 보정된) 문맥을 작성한다.'

## 윤리적 측면
인공의식을 가지는 머신이 실제로 만들어졌을 때, 그 머신의 권리라는 윤리 문제가 생긴다(즉, 법적으로 그것은 어떤 권리를 가지는 것인가). 예를 들면, 의식을 가진 컴퓨터가 누군가의 소유물로 시스템의 일부로서 사용되는 경우, 그 권리는 특히 애매하다. 법률 제정 전에 '의식'을 법적으로 정의할 필요가 있다. 인공의식은 아직 연구 단계이며, 그러한 윤리적 문제는 아직 논해지지 않았다. 그러나, 픽션에서 잘 다루어지는 주제이다(아래를 참조).

## 픽션의 인공의식
테크놀로지나 미래사를 테마로 하는 작품에서는 고도로 발달한 정보공학의 상징으로서 가공의 인공의식이 자주 등장한다. 다음은 대표적 예들이다.
- 스카이 넷 - '터미네이터'
- Vanamonde - 아서 C. 클럭 '도시와 별'
- 프랭크 하바트의 '보이드-호시의 방주'에 등장하는 우주선
- 제인 - 오슨 스콧 카드의 엔다 시리즈에 등장한다
- HAL 9000 - '2001: 스페이스 오디세이'
- 데이비드 - 'A.I.'
- 데이터 - 스타 트렉 시리즈
- 아이작 아시모프의 일련의 로봇 물건에 등장하는 로봇
  - 안드류우 - '[[bicentennial man]'
- 레프리칸트 - '블레이드 러너'
- '뉴로만서'
- '매트릭스'
- 테크노 코어 - 댄 시몬즈의 ' 하이페리온' 사부작
- Johnny 5 - '쇼트 서킷'
- 로버트 A. 하인라인은 인공지능이나 인공의식을 다룬 소설을 여러 가지 남겼다. '달은 무자비한 밤의 여왕' 등이 대표적이다.
- '우주소년 아톰'
- 돌노 모리 쇼우타로우의 제작품(로봇 형사, 인조인간 키카이다, 대철인 17 등)
- R타나카 이치로 - '궁극 초인아~루'
- 야마모토 히로시의 '아이의 이야기 ' '지구 이동 작전'에 등장하는 TAI나 인공의식 컴퍼니언.
- 다각전차 - '마사요시 기동대'
  - 같은 작품에 등장하는 해커 '인형 조종사'도 자아나 지성의 근원인 네트워크가 인공물이기 때문에 광의에서는 인공의식이라고 할 수 있다.
- U-18 - '블랙 잭'

## 참고 문헌
- Chalmers, David (1996), The Conscious Mind. Oxford University Press.
- Baars, Bernard (1988), A Cognitive Theory of Consciousness  보관됨 2008-02-16 - 웨이백 머신. Cambridge, MA: Cambridge University Press.
- Baars, Bernard (1997), In the Theater of Consciousness. New York, NY: Oxford University Press.
- Cotterill, Rodney (2003), 'Cyberchild: a Simulation Test-Bed for Consciousness Studies' in Machine Consciousness, ed. Owen Holland. Exeter, UK: Imprint Academic.
- Franklin, Stan (1995), Artificial Minds Boston, MA: MIT Press.
- Franklin, Stan (2003), 'IDA: A Conscious Artefact? ' in Machine Consciousness. Ed. Owen Holland. Exeter, UK: Imprint Academic.
- Freeman, Walter (1999), How Brains make up their Minds. London, UK: Phoenix.
- Haikonen, Pentti (2003), The Cognitive Approach to Conscious Machines. Exeter, UK: Imprint Academic.
- Haikonen, Pentti (2004), Conscious Machines and Machine Emotions, presented at Workshop on Models for Machine Consciousness, Antwerp, BE, June 2004.
- Casti, John L. "The Cambridge Quintet: A Work of Scientific Speculation", Perseus Books Group , 1998
- McCarthy, John (1971-1987), Generality in Artificial Intelligence . Stanford University, 1971-1987.
- Takeno, Junichi (2005), Inaba Keita, Suzuki Tohru, Experiments and examination of mirror image cognition using a small robot, The 6th IEEE International Symposium on Computational Intelligence in Robotics and Automation, pp.493-498, CIRA 2005, Espoo Finland, June 27-30, 2005.
- Suzuki Tohru, Inaba Keita, Takeno, Junichi (2005), Conscious Robot That Distinguishes Between Self and Others and Implements Imitation Behavior, ( Best Paper of IEA/AIE2005), Innovations in Applied Artificial Intelligence, 18th International Conference on Industrial and Engineering Applications of Artificial Intelligence and Expert Systems, pp. 101-110, IEA/AIE 2005, Bari, Italy, June 22-24, 2005.
- 무야쥰이치(2006), 자기를 의식하는 로봇-디스커버리 채널에의 반향에 대답해— , HRI press, 1-Aug. -2006
- Sternberg, Eliezer J. (2007) Are You a Machine? Tha Brain the Mind and What it Means to be Human. Amherst, NY: Prometheus Books.

## 같이 보기
- 인공지능
- 심리철학
- 모건의 공준 - 있는 행동이 저레벨의 심리 작용으로 해석할 수 있다면, 보다 높은 레벨의 심리 작용으로 해석해서는 안된다
- 수반현상설
- 뇌-컴퓨터 인터페이스
- 곱셈 법칙 - 분류 불능인 물건은 동일하다는 온트로지적 법칙
- 키스멧 - MIT가 제작한 인공의식을 목표로 한 로봇
- 재버와키 - 튜링 테스트를 패스하는 것을 목표로 한 수다 보트
- 탐욕인환원주의
- 초지능
- 거울실험
- 인공일반지능